# 谷川電話
谷川 電話（たにかわ でんわ、1986年9月14日 -）は、日本の歌人。愛知県出身。一宮市在住。

## 経歴・人物
歌誌「かばん」会員。南山大学卒業後、お笑い芸人の養成所に入るが、芸人デビューはしなかった。2014年、投稿短歌連作50首「うみべのキャンバス」によって第60回角川短歌賞受賞。荻原裕幸は「谷川電話の世界のおもしろさは、第一に、この一人称のノーマルさを崩すような世界を構築しているところにある」と評している。

## 作品リスト

### 歌集

#### 単著
- 『恋人不死身説』（書肆侃侃房、2017年4月）ISBN 978-4863852594
- 『深呼吸広場』（書肆侃侃房、2022年6月）ISBN 978-4863855236

#### 共著
- 『ここでのこと : 歌集』（ELVIS PRESS、2021年2月）[6]

### 商業誌掲載
短歌詠
- 「うみべのキャンパス」(50首+受賞のことば) - 『短歌』2014年11月号（KADOKAWA）
- 「（あるきだす言葉たち）観覧車ワリカン購入」(10首) - 『朝日新聞』2014年12月16日夕刊
- 「顔と青」(40首) - 『短歌』2015年10月号（KADOKAWA）
- 「われるくちびる」(7首+私が考える良い歌とは) - 『短歌』2017年1月号（KADOKAWA）
- 「人間ですよ!」(10首+春の季の愛誦歌) - 『短歌往来』2017年8月号（ながらみ書房）
- 「二二野歌」 - 『短歌ムック ねむらない樹』vol.2（書肆侃侃房、2019年2月）
- 「新人賞受賞歌人競詠5首+作歌信条」 - 『短歌』2019年5月号（KADOKAWA）
- 「春のあこがれ」(20首) - 『短歌ムック ねむらない樹』vol.7（書肆侃侃房、2021年8月）
- 「サマー、ゴリラ、永久歯」(巻頭10首) - 『短歌』2021年9月号（KADOKAWA）
- 「7首+自分だけの珍しい体験」 - 『短歌』2022年1月号（KADOKAWA）
- 「流動遊戯」(巻頭10首) - 『短歌』2022年2月号（KADOKAWA）
- 「7首+やってみたかった仕事・やってみたい仕事」 - 『短歌』2023年1月号（KADOKAWA）

その他
- 「Author's Eyes 育ててあげてね」 - 『文學界』2017年7月号（文藝春秋）
- 「今月の視点 「バールのようなもの」と「バール」」 - 『短歌往来』2017年12月号（ながらみ書房）
- 「17のキーワードで読み解く塚本邦雄 「斎藤茂吉」」 - 『歌壇』2020年6月号（木阿弥書店）
- 「時代はいま（2）」 - 『短歌』2021年3月号（KADOKAWA）
- 「アンケート 短歌は一人称の文学だと思いますか?」 - 『短歌』2022年6月号（KADOKAWA）
- 「「終わらない白昼夢の世界」……『わたしの嫌いな桃源郷』(初谷むい)書評」 - 『短歌ムック ねむらない樹』vol.9（書肆侃侃房、2022年8月
- 「〈わたし〉の痕跡」 - 『短歌』2022年12月号（KADOKAWA）